# 俄羅斯族穆斯林
俄羅斯族穆斯林是指皈依伊斯蘭教的俄羅斯族人以及他們的后代，他們分佈于俄羅斯各地、中亞五國和中國的新疆地區。
俄羅斯族穆斯林的來源有三種：一種是19世紀沙俄在征服車臣地區的過程中歸順車臣人的俄羅斯士兵，目前他們已經同化至穆斯林民族中。一種是在19/20世紀因為各種原因逃難到中國新疆/中亞地區，和當地主體民族通婚的俄羅斯人及其後代，因為受影響而皈依。被劃爲維族和柯爾克孜/塔塔爾族。一種是是主動加入伊斯蘭教的俄羅斯人（包括和穆斯林民族結婚等主動加入者）。其中最著名的俄族穆斯林有：車臣共和國總統拉姆赞·卡德罗夫的弟弟维斯塔·卡德罗夫和伊奇克里亚车臣共和国总统焦哈尔·杜达耶夫的妻子阿拉·杜達耶娃等。皈依伊斯蘭教的俄羅斯人雖然很少，但是分佈于俄羅斯全國，在中亞和中國的新疆地區也有俄族穆斯林分佈。
在俄羅斯族穆斯林中遜尼派哈乃斐派占多数，也有什叶派，在車臣/達吉斯坦和印古什的俄族穆斯林中蘇菲派有一定的影響。在俄羅斯和中亞地區的俄羅斯族穆斯林通常被劃歸為車臣人、印古什人和韃靼人等。

## 名人
- 亚历山大·利特维年科:前俄羅斯特工，叛逃英國後被毒殺，臨終前皈依。
- 維斯塔·卡德羅夫:俄羅斯聯邦車臣共和國總統拉姆贊·卡德羅夫的弟弟，現任車臣共和國長期常務總統助理，共和國內務部副部長。
- 阿里-維亞切斯拉夫·波洛辛:前東正教牧師，1999年皈依伊斯蘭教，穆夫提。
- 阿拉·杜達耶娃:伊奇克裏亞車臣共和國前總統，車臣叛軍首領焦哈爾·杜達耶夫之妻。